# SC Bietigheim-Bissingen
SC Bietigheim-Bissingen (celým názvem: Schlittschuhclub Bietigheim-Bissingen Steelers e. V.) je německý sportovní klub, který sídlí ve městě Bietigheim-Bissingen ve spolkové zemi Bádensko-Württembersko. Založen byl v roce 1988. Od sezóny 2021/22 působí v Deutsche Eishockey Lize, nejvyšší německé soutěži ledního hokeje. Své domácí zápasy odehrává v EgeTrans Areně s kapacitou 4 583 diváků. Klubové barvy jsou zelená, bílá a modrá.
Mimo oddíl ledního hokeje má sportovní klub i jiné oddíly, mj. oddíl metané.

## Přehled ligové účasti
Stručný přehled
Zdroj: 
- 1989–1990: Eishockey-Baden Würtemberg Liga (5. ligová úroveň v Německu)
- 1990–1992: Eishockey-Regionalliga Südwest (4. ligová úroveň v Německu)
- 1992–1994: Eishockey-Regionalliga Süd (4. ligová úroveň v Německu)
- 1994–1997: 2. Eishockey-Liga Süd (3. ligová úroveň v Německu)
- 1997–1998: 1. Eishockey-Liga Süd (2. ligová úroveň v Německu)
- 1998–1999: 1. Eishockey-Liga Süd (3. ligová úroveň v Německu)
- 1999–2013: 2. Eishockey-Bundesliga (2. ligová úroveň v Německu)
- 2013– : DEL2 (2. ligová úroveň v Německu)

Jednotlivé ročníky
Zdroj: 
Legenda: ZČ - základní část, červené podbarvení - sestup, zelené podbarvení - postup, fialové podbarvení - reorganizace, změna skupiny či soutěže
| Německo (1989 – ) |                          |           |           |                                                   |              |
| Sezóny            | Soutěž                   | Úroveň    | ZČ        | Play-off                                          | Poznámky     |
| 1989/90           | Baden Würtemberg Liga    | 5. úroveň | ?. místo  |                                                   | Postup       |
| 1990/91           | Regionalliga Südwest     | 4. úroveň | 6. místo  | Baráž o Regionalligu Südwest, sk. B (3. místo)    |              |
| 1991/92           | Regionalliga Südwest     | 4. úroveň | 1. místo  | Kvalifikace do Regionalligy Süd, sk. A (2. místo) |              |
| 1992/93           | Regionalliga Süd         | 4. úroveň | 13. místo | Baráž o Regionalligu Süd, sk. B (1. místo)        |              |
| 1993/94           | Regionalliga Süd – sk. C | 4. úroveň | 3. místo  | Kvalifikační skupina (5. místo)                   | Reorganizace |
| 1994/95           | 2. Eishockey-Liga Süd    | 3. úroveň | 8. místo  | Baráž o 1. Ligu Süd, sk. A (6. místo)             |              |
| 1995/96           | 2. Eishockey-Liga Süd    | 3. úroveň | 3. místo  | Baráž o 1. Ligu Süd, sk. A (5. místo)             |              |
| 1996/97           | 2. Eishockey-Liga Süd    | 3. úroveň | 1. místo  | Play-off o 1. Ligu Süd, 2. kolo (výhra)           | Postup       |
| 1997/98           | 1. Eishockey-Liga Süd    | 2. úroveň | 13. místo | Zápas o 3. místo, Süd (výhra)                     | Reorganizace |
| 1998/99           | 1. Eishockey-Liga Süd    | 3. úroveň | 1. místo  | Baráž o 2. Bundesligu, sk, B (3. místo)           | Postup       |
| 1999/00           | 2. Bundesliga            | 2. úroveň | 12. místo | Čtvrtfinále                                       |              |
| 2000/01           | 2. Bundesliga            | 2. úroveň | 4. místo  | Čtvrtfinále                                       |              |
| 2001/02           | 2. Bundesliga            | 2. úroveň | 3. místo  | Semifinále                                        |              |
| 2002/03           | 2. Bundesliga            | 2. úroveň | 1. místo  | Semifinále                                        |              |
| 2003/04           | 2. Bundesliga            | 2. úroveň | 6. místo  | Semifinále                                        |              |
| 2004/05           | 2. Bundesliga            | 2. úroveň | 8. místo  | Čtvrtfinále                                       |              |
| 2005/06           | 2. Bundesliga            | 2. úroveň | 3. místo  | Čtvrtfinále                                       |              |
| 2006/07           | 2. Bundesliga            | 2. úroveň | 9. místo  |                                                   |              |
| 2007/08           | 2. Bundesliga            | 2. úroveň | 7. místo  | Čtvrtfinále                                       |              |
| 2008/09           | 2. Bundesliga            | 2. úroveň | 1. místo  | Vítěz                                             |              |
| 2009/10           | 2. Bundesliga            | 2. úroveň | 4. místo  | Semifinále                                        |              |
| 2010/11           | 2. Bundesliga            | 2. úroveň | 10. místo | Předkolo                                          |              |
| 2011/12           | 2. Bundesliga            | 2. úroveň | 11. místo | Skupina o udržení (2. místo)                      |              |
| 2012/13           | 2. Bundesliga            | 2. úroveň | 1. místo  | Vítěz                                             | Reorganizace |
| 2013/14           | DEL2                     | 2. úroveň | 3. místo  | Finále                                            |              |
| 2014/15           | DEL2                     | 2. úroveň | 1. místo  | Vítěz                                             |              |
| 2015/16           | DEL2                     | 2. úroveň | 1. místo  | Finále                                            |              |
| 2016/17           | DEL2                     | 2. úroveň | 1. místo  | Finále                                            |              |
| 2017/18           | DEL2                     | 2. úroveň | 2. místo  | Vítěz                                             |              |
| 2018/19           | DEL2                     | 2. úroveň | 2. místo  | Čtvrtfinále                                       |              |
| 2019/20           | DEL2                     | 2. úroveň | 8. místo  | Předkolo                                          |              |
| 2020/21           | DEL2                     | 2. úroveň | 4. místo  | Vítěz                                             | Postup       |
| 2021/22           | DEL                      | 1. úroveň | 13. místo |                                                   |              |
| 2022/23           | DEL                      | 1. úroveň | 15. místo |                                                   | Sestup       |
| 2023/24           | DEL2                     | 2. úroveň | 14. místo |                                                   | Sestup       |